# Trelewthentes rothi
Trelewthentes rothi (лат.) — вид вымерших сумчатых млекопитающих из семейства Palaeothentidae, единственный в роде Trelewthentes. Известен по остаткам, найденным в верхнемиоценовых (колуэуап) породах провинции Чубут (Аргентина).
Вид впервые описан и выделен в отдельный род в 1993 году американскими палеонтологами Томасом Боуном (англ. Thomas M. Bown) и Джоном Флиглом (англ. John G. Fleagle).

## Этимология
Род Trelewthentes назван в честь аргентинского города Трелью (исп. Trelew, основан поселенцами из Уэльса), около которого были найдены ископаемые останки. Видовое название rothi дано в честь аргентинского геолога и палеонтолога Сантьяго Рота (исп. Santiago Roth) за признание его ранних исследований в районе города Трелью на рубеже XIX—XX веков.

## Описание
В отличие от Acdestis, у него на первом моляре метаконид отделен от протоконида бороздой, а последний ориентирован менее поперечно (более в переднеязычно-заднегубном направлении); у Trelewthentes самое большое соотношение в размерах между третьим и вторым молярами (самое маленькое — у Acdestis); у второго моляра тригонид открыт с переднеязычной стороны, а талонид — с язычной; постваллид ориентирован в переднеязычном-заднегубном направлении.
В отличие от Acdestoides praecursor, у его второго моляра меньше соотношение длины и ширины, гипофлексид глубже и соприкасается с постваллидом больше с губной стороны, талонид открыт с язычной стороны, постваллид (протокристид) ориентирован в переднеязычно-заднегубном направлении.
В отличие от Acdestodon bonapartei менее поперечно (более в переднегубно-заднеязычном направлении) ориентированный протокристид, у второго моляра параконид обособлен, энтокристид короче; очень слабо развит или отсутствует протокристид, а если есть, то ориентирован в переднеязычно-заднегубном направлении.